# Тупадли (Поморське воєводство)
Тупадли (пол. Tupadły, нім. Tupadel) — село в Польщі, у гміні Владиславово Пуцького повіту Поморського воєводства.